# Andrew Cairns
Andrew Cairns (* 12. Juli 1968) ist ein ehemaliger englischer Snookerspieler aus Blackpool, der zwischen 1989 und 1997 für acht Saisons Profispieler war. In dieser Zeit erreichte er das Halbfinale des zweiten Events der Turnierserie WPBSA Non-Ranking 1989, viermal eine Runde der letzten 32 und Platz 70 der Snookerweltrangliste.

## Karriere
Cairns machte erstmals auf sich aufmerksam, als er 1984 das Halbfinale der britischen U16-Meisterschaft erreichte. Ab Mitte der 1980er-Jahre nahm Cairns dann einige Male an der WPBSA Pro Ticket Series teil, wo er bei einem Event im Jahr 1988 das Halbfinale erreichen konnte. Dadurch konnte er an den Professional Play-offs 1989 teilnehmen, wo er sich mit einem Sieg über Profispieler Ian Anderson für die Profitour qualifizierte. 1990 nahm er an der Finalrunde der Qualifikation für das Meisterschaftsendspiel der English Amateur Championship teil, unterlag aber recht früh Jason Prince. Zur Saison 1989/90 wurde Cairns schließlich Profispieler.
Cairns konnte während seine ersten zwei Profisaisons regelmäßig Hauptrunden erreichen. Zwei Teilnahmen an der Runde der letzten 32 bei den International Open 1989 und den British Open 1991 waren seine besten Ergebnisse bei Ranglistenturnieren, doch auch bei Turnieren ohne Einfluss auf die Weltrangliste konnte er Erfolge feiern. So stand er beim International One Frame Shoot-out 1990 und bei der Benson and Hedges Satellite Championship 1990 ebenfalls in der Runde der letzten 32. Mit der Halbfinalteilnahme beim zweiten Event der Turnierserie WPBSA Non-Ranking 1989 konnte er dies aber noch toppen. Mitte 1991 stand er auf Platz 70 der Weltrangliste, der besten Platzierung seiner Karriere.
Da er in den nächsten beiden Saisons seine Form in etwa halten konnte, blieb er auf der Weltrangliste in etwa auf dem gleichen Niveau geführt. Da danach die Hauptrundenteilnahmen aber deutlich seltener wurden, verschlechterte er sich auf Platz 107 der Weltrangliste, was dazu führte, dass er Mitte 1997 seine Spielberechtigung auf der ersten Profitour verlor. Cairns versuchte sich, über die WPBSA Qualifying School direkt wiederzuqualifizieren, was aber scheiterte, zweimal erst im finalen Spiel. Danach verbrachte er ein erfolgloses Jahr auf der UK Tour und beendete danach seine Karriere.
Cairns kommt aus Blackpool. Lange Zeit trainierte er im dortigen Commonwealth Sporting Club, wo er von einem der dort ansässigen Trainer protegiert wurde.

## Erfolge
| Ausgang         | Jahr | Turnier                           | Finalgegner           | Ergebnis |
| --------------- | ---- | --------------------------------- | --------------------- | -------- |
| Amateurturniere |      |                                   |                       |          |
| Sieger          | 1989 | Professional Play-offs            | Ian Anderson          | 9:4      |
| Profiturniere   |      |                                   |                       |          |
| Zweiter         | 1997 | WPBSA Qualifying School – Event 3 | Martin Dziewialtowski | 3:5      |
| Zweiter         | 1997 | WPBSA Qualifying School – Event 4 | Ian McCulloch         | 3:5      |